# Inostemma cressoni
Inostemma cressoni är en stekelart som beskrevs av William Harris Ashmead 1887. Inostemma cressoni ingår i släktet Inostemma och familjen gallmyggesteklar. Inga underarter finns listade i Catalogue of Life.